# D'Bari
Los D'Bari son una raza alienígena ficticia que aparece en los cómics estadounidenses publicados por Marvel Comics. Son famosos como las personas cuyo sistema estelar fue destruido por Fénix durante la Saga Fénix Oscura.
Los D'Bari aparecieron en la película de 2019 Dark Phoenix, con su líder Vuk interpretada por Jessica Chastain.

## Historial de publicaciones
El D'Bari apareció por primera vez en Avengers vol. 1 # 4 (marzo de 1964), y fueron creados por Stan Lee y Jack Kirby. La raza sufrió un Evento de Extinción en Uncanny X-Men # 135 (julio de 1980).
Desde entonces, los D'Bari se han mostrado en retrospectiva en Classic X-Men # 43 (enero de 1990), y los escritores posteriores han afirmado que un pequeño número de D'Bari, no en su mundo natal en el momento de su destrucción, sobrevivió, incluyendo historias en She-Hulk # 43-46 (septiembre-diciembre de 1992), Nova (segunda serie) # 1 (noviembre de 1994) y # 15 (marzo de 1995), Wolverine (segunda serie) # 136-138 (marzo- mayo de 1999), Wolverine 2000 Annual y Uncanny X-Men # 387 (diciembre de 2000).

## Biografía de la raza ficticia
Los D'Bari eran una especie de planta humanoide que vivía en el cuarto planeta del sistema D'Bari, ubicado dentro de la esfera de influencia del Imperio Shi'ar. Un D'Bari apareció originalmente usando un dispositivo que convirtió a los Vengadores en piedra. Más tarde se reveló que su nombre era Vuk, y lo hizo a instancias de Namor el Submarinero, que tenía una venganza contra los Vengadores en el momento y prometió liberar la nave espacial D'Bari (que se había quedado atrapada bajo el mar), si incapacitaba a los Vengadores. El recientemente revivido Capitán América prometió liberar la nave del alienígena a cambio de restaurar a los Vengadores. Hecho esto, los ayudó a derrotar al Submarinero y su ejército, y liberó la nave espacial de D'Bari. Después de reparar la nave, Vuk abandonó el planeta.
Los D'Bari son quizás más conocidos por el último momento de su existencia, ya que el Fénix oscuro se repone destruyendo su sol. Aproximadamente cinco mil millones de D'Bari murieron cuando su estrella se volvió nova.
Después de suicidarse en la luna, Fénix se encontró con Muerte, quien la hizo revivir la vida de una mujer D'Bari llamada Gvyn justo antes de que el planeta fuera destruido. Como Gvyn, Fénix se encontró caminando con otras dos mujeres D'Bari que estaban tratando de arreglarlo con un chico que Gvyn había conocido en la escuela, y ella protestó que no necesitaba un creador de pareja. Un momento después, todos ven que el sol se vuelve nova, rodeado por el efecto Fénix.
No todos los D'Bari estaban en su mundo natal en el momento de su destrucción, y un sobreviviente era Vuk porque no había llegado a D'Bari IV cuando el Fénix consumió su sol. En cambio, se encontró con un grupo de Xartan en el camino, y lo invitaron a entrar en medio de Dandesh IV, en las regiones exteriores de la nebulosa Coal Sack. Sin embargo, le llegaron noticias sobre la destrucción de su planeta. Los Xartans finalmente adoptaron la forma de Vuk, pretendiendo ser un puesto avanzado de D'Bari, con la esperanza de eludir la ira de los Skrulls, que buscaban vengarse de ellos por infringir su franquicia. Mientras tanto, Rocket Raccoon había aterrizado en el puesto de avanzada, y después de que vio a uno de los falsos "D'Bari" relajar su forma por un segundo, Vuk y los Xartans sabían que tenían que detenerlo.
Siguiendo una señal de socorro al puesto de avanzada, Razorback y Taryn O'Connell llegan justo a tiempo para ver a Rocket Raccoon petrificarse. Razorback y Taryn intentaron rescatar a Raccoon pero fueron capturados. She-Hulk permitió que el "D'Bari" la capturara, y como estaba previsto, la llevaron a la misma celda que Razorback y Taryn. Mientras She-Hulk y Razorback comparaban las notas, Razorback estaba a punto de revelar que los "D'Bari" eran impostores, pero el verdadero D'Bari lo convirtió en piedra antes de que pudiera pronunciar las palabras. Vuk intentó intimidar a She-Hulk y Taryn para que explicaran por qué estaban allí, pero She-Hulk intentó usar una técnica de transferencia de la mente ovoide para contactar a su aliado Weezi Mason a bordo de una nave Skrull en órbita. Esto, sin embargo, salió mal, intercambiando la construcción y los poderes de las dos mujeres. Eventualmente, los Skrulls reconocieron el engaño de los Xartans y se lanzaron al puesto de avanzada, donde Weezi liberó a She-Hulk y sus aliados. Poco dispuesto a ver a su familia de reemplazo destruida de nuevo, Vuk sobrecargó a su petrifactor, que convirtió todo el planeta y todo dentro de 100.000 millas en piedra; sin embargo, She-Hulk y sus aliados pudieron escapar del efecto de petrificación, solo regresaron después de que se había reducido para recuperar Razorback y Rocket Raccoon. Los Skrulls, los Xartans y Vuk estaban todos petrificados.
Otro D'Bari para escapar de la destrucción del planeta D'Bari fue Tas'wzta, que se convirtió en Centurión en el Xandarian StarCorp. Sin embargo, él era uno de los miembros de Nova Corps que sería asesinado por la Luphomoid Kraa.
Después de curarse de la petrificación, Vuk encontró el "Prisonworld" del Coleccionista que servía de escondite, cubierto por Galactus. Al darse cuenta de la presencia de Vuk, y debido a la destrucción de su especie, el Coleccionista se lo llevó a su "Prisonworld". Con el paso del tiempo, Vuk buscó compañerismo y eventualmente se independizó de un "hijo" al que llamó Bzztl. Vuk reconoció a Wolverine, que acababa de llegar en "Prisonworld", como uno de los X-Men, y en su furia por Fénix destruyendo su planeta, lo atacó, pero Wolverine fácilmente lo tiró a un lado y le explicó que estaba allí para ayudarlo, ellos explotan. La célula donde residían Vuk y Bzztl fue eventualmente inspeccionada por algunos de los agentes del Coleccionista mientras buscaban Wolverine. El planeta finalmente fue encontrado y consumido por Galactus debido a la interferencia de Wolverine, y mientras Bzztl estaba entre los escapados, Vuk desapareció durante el consumo de Galactus de "Prisonworld".
Más tarde, durante los eventos de "Máxima seguridad", Vuk, que ahora usa una armadura y se hace llamar Starhammer, llegó a la Tierra y se unió a unos cuantos soldados de la Guardia Imperial y Borderers para emboscar a los X-Men. Vuk agredió personalmente a Jean Grey para vengar a la población de D'Bari. Reconoció que ella era diferente de la que destruyó su planeta, aunque la culpó, no obstante, ya que había convocado a la Fuerza Fénix y su personalidad había dado forma a su forma de Fénix. Desesperado, Jean pudo convencer telepáticamente a Vuk de que realmente la había matado, momento en el cual quedó en un estado inerte después de verse abrumado por su aparente éxito.
Más tarde se reveló que los pocos sobrevivientes D'Bari se habían establecido en un nuevo planeta con Starhammer como su héroe, sin embargo, su estado heroico finalmente se derriba cuando la manipulación de Jean finalmente se desvaneció, y la verdad se revela. Exiliado y rechazado por su propia familia, un Starhammer en desgracia solo puede pensar en una cosa, la venganza, y por eso viaja a la Tierra, pero, por extraño que parezca, cree ferozmente que la humillación que sufrió fue causada por Rachel Grey, quien solía ser un anfitrión psíquico y vivo para la Fuerza Fénix. Llega el momento en que Rachel, que no lo conocía, Kitty Pryde y Nightcrawler estaban con el Capitán Britania y Meggan, para celebrar el nacimiento de su hija, Maggie, una bebé sana de 3 meses, cuyas facultades mentales se han desarrollado tan rápido que es capaz de hablar con fluidez y lo suficientemente inteligente como para llevar un debate filosófico sobre la ilusión de elección, de hecho, ella es la que realmente logra detener la emboscada de Starhammer sin recurrir a medios violentos y conduce a una solución que ayuda a Starhammer a abandonar su búsqueda de venganza, cuando revela al menos una dimensión donde el D'Bari no sufrió un evento de extinción y hacia donde Starhammer y su sociedad pueden viajar y tener la oportunidad de reconstruir su civilización perdida.

## Conocidos D'Bari
- Bzztl[10]- A D'Bari y el "hijo" de Vuk.
- Gvyn[4]- Una mujer D'Bari. Fue asesinada cuando la Fuerza Fénix consumió D'Bari IV.
- Starhammer/Vuk[2]- Una D'Bari que una vez luchó contra los Vengadores y más tarde desarrolló una venganza personal contra Jean Grey por lo que le sucedió al planeta D'Bari. Más tarde toma el nombre de Starhammer después de obtener una armadura.
- Tas'wtza[9]- Un D'Bari que se unió al Cuerpo de Nova. Muerto por Kraa.

## En otros medios

### Televisión
Los D'Bari aparecen en la primera temporada de Avengers Assemble, episodio "Guardianes y Caballeros del Espacio". Para evitar que Galactus consuma la Tierra, Iron Man lleva a Galactus a otra ubicación. El planeta en el que Iron Man (que recibió el poder del poder cósmico) llevó a Galactus a convertirse en el planeta de D'Bari, que Galactus comienza a consumir. Mientras los D'Bari evacuan el planeta como parte del "Plan de Contingencia de Galactus", los Vengadores y los Guardianes de la Galaxia trabajan para evitar que Galactus consuma el planeta. Más tarde resulta que el planeta D'Bari se estaba volviendo inestable antes de la llegada de Galactus y su explosión noqueó a Galactus. Star-Lord mencionó que los D'Bari se asentaron en otro planeta.

### Película
Los D'Bari aparecen como los principales antagonistas en la película de 2019 Dark Phoenix. Los D'Bari presentados son Vuk (bajo el alias "Margaret Smith" e interpretada por Jessica Chastain) y "Jones" (interpretado por Ato Essandoh). En esta versión, los D'Bari son una raza de alienígenas que cambian de forma y cuyo planeta fue destruido por la entidad cósmica conocida como la Fuerza Fénix. Vuk es la líder del D'Bari e intenta manipular a Jean Grey, quien está poseída por la Fuerza Fénix tras una misión de los X-Men para rescatar a la tripulación del transbordador espacial  Endeavour. Vuk y sus seguidores se infiltran en la Tierra, asumiendo formas humanas y con la intención de apoderarse de la Tierra. Ella rastrea y se hace amiga de Jean, con la intención de drenar la Fuerza Fénix de ella. Sin embargo, es detenida por el profesor Charles Xavier y Scott Summers. Después de que los seguidores X-Men y Magneto son capturados por el gobierno de los Estados Unidos, Vuk y sus fuerzas D'Bari atacan el tren que transporta a los mutantes. Durante la batalla donde la mayoría de los D'Bari están muertos o encarcelados por los X-Men, Magneto y los soldados gubernamentales sobrevivientes, Vuk hace un segundo intento de drenar la Fuerza Fénix de Jean. Jean desata todos sus poderes y mata a Vuk como lo hizo con Apocalipsis antes de huir al espacio exterior.